# ArDM
ArDM(Argon Dark Matter)是一個偵測暗物質的實驗，利用液態氬偵測大質量弱交互作用粒子（Weakly Interacting Massive Particles，簡稱：WIMP）的實驗，WIMP是暗物質的可能組成之一，在2006年在CERN實行，公用掉了一頓的液態氬，原理是當它與氬原子，氬原子會離子化，而產生可以被儀器增測到的電子。有時WIMP會撞上氬原子核，而把它的能量傳給原子核，一般應該是介於1keV到100keV之間。雖然不知道弱交互作用質量粒子與氬原子撞擊的機率是多少，但根據超對稱理論應該每天會有100到0.01個撞擊事件發生。這個實驗最困難的地方就是，液態氬裡可能有氬-39，他是一種半衰期269年的同位素，可能會經由β衰变釋放出能量565 keV的電子，因此儀器必須設計分變的出才行。